# Moneeb Josephs
Moneeb Josephs (Ciudad del Cabo, Sudáfrica, 19 de mayo de 1980) es un futbolista sudafricano. Jugó de portero y su último equipo fue el AmaZulu FC de la Premier Soccer League de Sudáfrica. Además, fue internacional con la selección de fútbol de Sudáfrica hasta 2014.

## Trayectoria
Inició su carrera en 1997 con el Cape Town Spurs a los 17 años. Luego de disputar encuentros en el Ajax Cape Town, en 2006  firmó por el Wits University de Johannesburgo por dos años antes de ser transferido al Orlando Pirates donde milita hasta hoy.

## Selección nacional
Ha sido internacional con la selección de fútbol de Sudáfrica en 19 ocasiones hasta el 22 de junio de 2011. Fue el arquero titular en la Copa Africana de Naciones 2008 en reemplazo del lesionado Rowen Fernández.
No fue incluido en la escuadra final para la Copa FIFA Confederaciones 2009, pero sí fue logró entrar al equipo que disputaría la Copa Mundial de Fútbol de 2010, otra vez en reemplazo de Fernandez. Fue el suplente de Itumeleng Khune hasta que este fue expulsado en el partido ante Uruguay y tuvo que ingresar al terreno de juego en el minuto 79 por Steven Pienaar. Josephs no pudo detener el penal de Diego Forlán y los Bafana Bafana perdieron 3–0 con dos tantos de Forlán y uno de Álvaro Pereira. Josephs estuvo en el último partido de Sudáfrica en la fase de grupos ante Francia. Pese a ganar 2–1, el equipo africano no pudo acceder a los octavos de final.

### Participaciones en Copas del Mundo
| Mundial                        | Sede      | Resultado    | Partidos | Goles |
| ------------------------------ | --------- | ------------ | -------- | ----- |
| Copa Mundial de Fútbol de 2010 | Sudáfrica | Primera fase | 2        | -3    |

### Participaciones en Copas Africanas
| Copa                           | Sede   | Resultado    | Partidos | Goles |
| ------------------------------ | ------ | ------------ | -------- | ----- |
| Copa Africana de Naciones 2006 | Egipto | Primera fase | 0        | 0     |
| Copa Africana de Naciones 2008 | Ghana  | Primera fase | 3        | -5    |

### Participaciones en Campeonatos Africanos
| Copa                                    | Sede      | Resultado    | Partidos | Goles |
| --------------------------------------- | --------- | ------------ | -------- | ----- |
| Campeonato Africano de Naciones de 2014 | Sudáfrica | Primera fase | 1        | -3    |

## Clubes
| Club            | País      | Año         |
| --------------- | --------- | ----------- |
| Cape Town Spurs | Sudáfrica | 1997 - 1999 |
| Ajax Cape Town  | Sudáfrica | 1999 - 2006 |
| Wits University | Sudáfrica | 2006 - 2008 |
| Orlando Pirates | Sudáfrica | 2008 - 2013 |
| Wits University | Sudáfrica | 2013 - 2018 |
| AmaZulu FC      | Sudáfrica | 2018 - 2020 |

## Palmarés

### Campeonatos nacionales
| Título                  | Club            | País      | Año  |
| ----------------------- | --------------- | --------- | ---- |
| Telkom Knockout         | Ajax Cape Town  | Sudáfrica | 2000 |
| Telkom Charity Cup      | Orlando Pirates | Sudáfrica | 2008 |
| Telkom Charity Cup      | Orlando Pirates | Sudáfrica | 2009 |
| MTN 8                   | Orlando Pirates | Sudáfrica | 2010 |
| Premier Soccer League   | Orlando Pirates | Sudáfrica | 2011 |
| Copa de Sudáfrica       | Orlando Pirates | Sudáfrica | 2011 |
| Carling Black Label Cup | Orlando Pirates | Sudáfrica | 2011 |
| Copa de Sudáfrica       | Wits University | Sudáfrica | 2016 |

### Copas internacionales
| Título      | Club (*)  | País            | Año  |
| ----------- | --------- | --------------- | ---- |
| Copa Cosafa | Sudáfrica | Distintas sedes | 2007 |

(*) Incluyendo la selección

### Distinciones individuales
| Distinción                                     | Año  |
| ---------------------------------------------- | ---- |
| Jugador de jugadores de la temporada de la PSL | 2003 |
| Portero de la temporada de la PSL              | 2010 |